# Carlos Roberto Gallo
Carlos Roberto Gallo (Vinhedo, 4 de março de 1956) é um ex-futebolista brasileiro, que atuava como goleiro.
Considerado por muitos o maior goleiro da história da Ponte Preta, é recordista de partidas entre todos os atletas da posição que já passaram pelo clube.

## Carreira
Não pensava em ser jogador na infância, embora praticasse muitos esportes na cidade natal, como basquete e salto em altura.

### Goleiro

#### Ponte Preta
Descoberto por Lourival Ciene, organizador de times amadores em Vinhedo, fez testes na Ponte Preta, onde foi aprovado pelo treinador Mário Juliato, e começou sua carreira nos juvenis do clube em 1971.
Em 1974, Carlos foi convocado pela primeira vez para as categorias de base da Seleção Brasileira de juniores, sendo titular na equipe campeã do Torneio de Cannes, na França. Ainda em 1974, com 18 anos, o goleiro recebeu sua primeira chance entre os profissionais da Ponte Preta.
Em 1975, continuou ganhando importância dentro da Seleção Brasileira, sendo titular na conquista do torneio de futebol no Pan-Americano da Cidade do México, pela Seleção Brasileira olímpica.
Um ano depois, participou do título da Seleção Brasileira no Torneio Pré-Olímpico, no Recife, e foi titular da equipe que disputou os Jogos Olímpicos de Verão de 1976, terminando em 4º lugar.
Fez parte da antológica equipe da Ponte Preta que foi vice campeã do Campeonato Paulista de Futebol de 1977, de 1979 e de 1981. Conquistou a Bola de Prata da revista Placar em 1980 e 1982, sendo considerado o melhor goleiro do Campeonato Brasileiro daqueles anos.
Carlos disputou 437 jogos com a camisa da Macaca entre 1975 e 1983.

#### Corinthians
No final de 1983 foi vendido ao Corinthians, chegando no início de 1984 para disputar a posição com o goleiro Solito.
Perdeu a posição no time para Waldir Peres em 1987. O goleiro ficou na reserva até 1988, quando Waldir deixou o clube. Porém, após seu retorno, Carlos contundiu-se, pouco antes do final do Campeonato Paulista de 1988, onde foi campeão, e perdeu a posição novamente, agora para Ronaldo.
Pouco antes da final do torneio, foi vendido para o Malatyaspor. Pelo Corinthians, Carlos fez 159 jogos, com 69 vitórias, 53 empates e 37 derrotas.

#### Outros clubes
Na Turquia, Carlos não foi muito visto e perdeu a chance de estar na Copa de 1990.
Em 1990, retornou ao Brasil para jogar no Atlético Mineiro, sendo titular da equipe que alcançou as quartas de final do Campeonato Brasileiro. Jogou mais um Brasileiro pelo Atlético em 1991, e logo depois se transferiu para o Guarani.
Suas atuações no Guarani lhe renderam a volta à Seleção Brasileira, em 1992, para alguns amistosos, além de nova transferência, para o Palmeiras. Nesse clube Carlos foi titular durante a maior parte do ano, mas perdeu a posição para César, e então foi para a Portuguesa, em 1993, encerrando a carreira no clube no final daquele ano, aos 37 anos.

#### Seleção Brasileira
Sua primeira convocação para a Seleção Brasileira profissional aconteceu na fase final das eliminatórias para a Copa de 1978, sendo reserva imediato de Leão nesta Copa.
No Mundialito de 1981, na partida de estreia da Seleção na competição contra a Argentina, Carlos fraturou o cotovelo e ficou em recuperação por um longo tempo, perdendo a titularidade na equipe nacional para Waldir Peres. Foi terceiro reserva na Copa do Mundo FIFA de 1982.
Reestreou pela Seleção Brasileira em 1985, no jogo contra a Bolívia, pelas eliminatórias da Copa de 1986. Foi titular na Copa do Mundo FIFA de 1986, disputando todos os cinco jogos da campanha da Seleção, apesar de uma lesão na mão sofrida dias antes da estreia. Na disputa de pênaltis contra a França, nas quartas de final, a bola cobrada pelo atacante francês Bruno Bellone bateu na trave, mas também atingiu as costas de Carlos no retorno, voltando para o gol. O gol foi validado, o que contribuiu para que o goleiro fosse atingido pela pecha de “pé-frio”.
Continuou titular da Seleção até 1988, quando foi transferido para a Turquia, perdendo espaço para o jovem Taffarel, dez anos mais novo.
As más atuações de Taffarel - reserva no Parma - levaram o técnico Carlos Alberto Parreira a testar Carlos, aos 37 anos, como alternativa na Copa América de 1993, na qual atuou em uma partida contra o Chile. Contudo, não participou do grupo que disputou as Eliminatórias para a Copa do Mundo FIFA de 1994.
Carlos foi o único jogador brasileiro que disputou duas edições de Copa do Mundo defendendo clubes do Interior e também é até hoje o único atleta com convocações para a Seleção Brasileira representando os dois rivais do futebol campineiro: Ponte Preta e Guarani.
Com a camisa principal da seleção nacional, Carlos disputou no total 44 jogos entre 1978 e 1993 (26 vitórias, 11 empates, 7 derrotas) e sofreu 32 gols. Já pela seleção olímpica, foram 24 partidas (12 vitórias, 7 empates, 5 derrotas) e 23 gols tomados.

### Treinador
Trabalhou como técnico no Campo Grande e no Operário. Posteriormente, se formou em Educação Física.
Foi treinador de goleiros da Ponte Preta de 2007 até o dia 9 de agosto de 2011.
Em março de 2012, foi ser treinador de goleiros da base do São Paulo, permanecendo até 2015, e posteriormente treinou os goleiros do time de cima até 2019.
Em 2022, foi contratado como auxiliar do Desportivo Brasil.

## Títulos
Seleção Brasileira
- Jogos Pan-Americanos de Futebol: 1975[carece de fontes?][carece de fontes?]
- Torneio Pré-Olímpico Sul-Americano Sub-23: 1976
- Taça Stanley Rous: 1987[carece de fontes?]

Corinthians
- Campeonato Paulista:1988[11]
- Copa das Nações:1985[carece de fontes?]
- Taça Cidade de Porto Alegre 1983[carece de fontes?]
- Copa Dos Campeões:1986[carece de fontes?]

Atlético Mineiro
- Troféu Ramón de Carranza: 1990[carece de fontes?]

Palmeiras
- Torneio Amizade: 1992[carece de fontes?]

## Prêmios
- Bola de Prata da Revista Placar em 1980 e 1982[carece de fontes?]